# Tour de Californie 2016
Cet article traite uniquement de la compétition masculine. Pour les résultats de la compétition féminine, voir Tour de Californie féminin 2016.
La 11e édition du Tour de Californie a lieu du 15 au 22 mai 2016. La course fait partie du calendrier UCI America Tour 2016 en catégorie 2.HC. La victoire revient au Français Julian Alaphilippe, vainqueur de l'étape reine.

## Présentation

### Équipes
Dix-huit équipes participent à ce Tour de Californie - dix WorldTeams, trois équipes continentales professionnelles et cinq équipes continentales :
| UCI WorldTeams   | UCI WorldTeams | UCI WorldTeams |
| Nom de l'équipe  | Pays           | Code           |
| ---------------- | -------------- | -------------- |
| BMC Racing       | États-Unis     | BMC            |
| Cannondale       | États-Unis     | CPT            |
| Dimension Data   | Afrique du Sud | DDD            |
| Etixx-Quick Step | Belgique       | EQS            |
| Giant-Alpecin    | Allemagne      | TGA            |
| Katusha          | Russie         | KAT            |
| Lotto NL-Jumbo   | Pays-Bas       | TLJ            |
| Sky              | Royaume-Uni    | SKY            |
| Tinkoff          | Russie         | TNK            |
| Trek-Segafredo   | États-Unis     | TFS            |

| Équipes continentales professionnelles | Équipes continentales professionnelles | Équipes continentales professionnelles |
| Nom de l'équipe                        | Pays                                   | Code                                   |
| -------------------------------------- | -------------------------------------- | -------------------------------------- |
| Direct Énergie                         | France                                 | DEN                                    |
| Novo Nordisk                           | États-Unis                             | TNN                                    |
| UnitedHealthcare                       | États-Unis                             | UHC                                    |

| Équipes continentales                 | Équipes continentales | Équipes continentales |
| Nom de l'équipe                       | Pays                  | Code                  |
| ------------------------------------- | --------------------- | --------------------- |
| Axeon-Hagens Berman                   | États-Unis            | AHB                   |
| Holowesko-Citadel-Hincapie Sportswear | États-Unis            | HSD                   |
| Jelly Belly-Maxxis                    | États-Unis            | JBC                   |
| Rally                                 | États-Unis            | RLY                   |
| Wiggins                               | Royaume-Uni           | WGN                   |

### Favoris
Les grands favoris étaient Peter Sagan, Mark Cavendish, Bryan Coquard, Dylan Groenewegen, Benjamin King, Alexander Kristoff, George Benett, Peter Setina et Neilson Powless. Julian Alaphilippe ne partait pas favori.

## Étapes
| Étape     | Date   | Villes étapes                          | type                        | Distance (km) | Vainqueur d'étape  | Leader du classement général |
| --------- | ------ | -------------------------------------- | --------------------------- | ------------- | ------------------ | ---------------------------- |
| 1re étape | 15 mai | San Diego – San Diego                  | étape vallonnée             | 175           | Peter Sagan        | Peter Sagan                  |
| 2e étape  | 16 mai | South Pasadena – Santa Clarita         | étape de moyenne montagne   | 148,5         | Benjamin King      | Benjamin King                |
| 3e étape  | 17 mai | Thousand Oaks – comté de Santa Barbara | étape de montagne           | 167,5         | Julian Alaphilippe | Julian Alaphilippe           |
| 4e étape  | 18 mai | Morro Bay – circuit de Laguna Seca     | étape vallonnée             | 217           | Peter Sagan        | Julian Alaphilippe           |
| 5e étape  | 19 mai | Lodi – South Lake Tahoe                | étape de moyenne montagne   | 212           | Toms Skujiņš       | Julian Alaphilippe           |
| 6e étape  | 20 mai | Folsom – Folsom                        | contre-la-montre individuel | 20,3          | Rohan Dennis       | Julian Alaphilippe           |
| 7e étape  | 21 mai | Santa Rosa – Santa Rosa                | étape vallonnée             | 175,5         | Alexander Kristoff | Julian Alaphilippe           |
| 8e étape  | 22 mai | Sacramento – Sacramento                | étape de plaine             | 138           | Mark Cavendish     | Julian Alaphilippe           |

## Déroulement de la course

### 1reétape
| Classement Etape 1 | Classement Etape 1 | Classement Etape 1 | Classement Etape 1  | Classement Etape 1 |
|                    | Coureur            | Pays               | Équipe              | Temps              |
| ------------------ | ------------------ | ------------------ | ------------------- | ------------------ |
| 1er                | Peter Sagan        | Slovaquie          | Tinkoff             | en 4 h 20 min 41 s |
| 2e                 | Wouter Wippert     | Pays-Bas           | Cannondale          | m.t                |
| 3e                 | Dylan Groenewegen  | Pays-Bas           | Lotto NL-Jumbo      | m.t                |
| 4e                 | Bryan Coquard      | France             | Direct Énergie      | m.t                |
| 5e                 | Martijn Verschoor  | Pays-Bas           | Novo Nordisk        | m.t                |
| 6e                 | Niccolò Bonifazio  | Italie             | Trek-Segafredo      | m.t                |
| 7e                 | Ruben Guerreiro    | Portugal           | Axeon-Hagens Berman | m.t                |
| 8e                 | Tom Boonen         | Belgique           | Etixx-Quick Step    | m.t                |
| 9e                 | Jempy Drucker      | Luxembourg         | BMC Racing          | m.t                |
| 10e                | John Murphy        | États-Unis         | UnitedHealthcare    | m.t                |
| modifier           |                    |                    |                     |                    |

| Classement général | Classement général | Classement général | Classement général  | Classement général |
|                    | Coureur            | Pays               | Équipe              | Temps              |
| ------------------ | ------------------ | ------------------ | ------------------- | ------------------ |
| 1er                | Peter Sagan        | Slovaquie          | Tinkoff             | en 4 h 20 min 31 s |
| 2e                 | Wouter Wippert     | Pays-Bas           | Cannondale          | + 4 s              |
| 3e                 | Michael Sheehan    | États-Unis         | Jelly Belly-Maxxis  | + 4 s              |
| 4e                 | Dylan Groenewegen  | Pays-Bas           | Lotto NL-Jumbo      | + 6 s              |
| 5e                 | Daniel Eaton       | États-Unis         | UnitedHealthcare    | + 7 s              |
| 6e                 | Joonas Henttala    | Finlande           | Novo Nordisk        | + 8 s              |
| 7e                 | Bryan Coquard      | France             | Direct Énergie      | + 10 s             |
| 8e                 | Martijn Verschoor  | Pays-Bas           | Novo Nordisk        | + 10 s             |
| 9e                 | Niccolò Bonifazio  | Italie             | Trek-Segafredo      | + 10 s             |
| 10e                | Ruben Guerreiro    | Portugal           | Axeon-Hagens Berman | + 10 s             |
| modifier           |                    |                    |                     |                    |

### 2eétape
| Classement Etape 2 | Classement Etape 2 | Classement Etape 2 | Classement Etape 2 | Classement Etape 2 |
|                    | Coureur            | Pays               | Équipe             | Temps              |
| ------------------ | ------------------ | ------------------ | ------------------ | ------------------ |
| 1er                | Benjamin King      | États-Unis         | Cannondale         | en 3 h 52 min 9 s  |
| 2e                 | Evan Huffman       | États-Unis         | Rally              | m.t                |
| 3e                 | Alexander Kristoff | Norvège            | Katusha            | + 8 s              |
| 4e                 | Peter Sagan        | Slovaquie          | Tinkoff            | + 8 s              |
| 5e                 | Niccolò Bonifazio  | Italie             | Trek-Segafredo     | + 8 s              |
| 6e                 | Danny van Poppel   | Pays-Bas           | Sky                | + 8 s              |
| 7e                 | Patrick Bevin      | Nouvelle-Zélande   | Cannondale         | + 8 s              |
| 8e                 | Nathan Haas        | Australie          | Dimension Data     | + 8 s              |
| 9e                 | Bryan Coquard      | France             | Direct Énergie     | + 8 s              |
| 10e                | Marco Canola       | Italie             | UnitedHealthcare   | m.t                |
| modifier           |                    |                    |                    |                    |

| Classement général | Classement général | Classement général | Classement général  | Classement général |
|                    | Coureur            | Pays               | Équipe              | Temps              |
| ------------------ | ------------------ | ------------------ | ------------------- | ------------------ |
| 1er                | Benjamin King      | États-Unis         | Cannondale          | en 8 h 12 min 34 s |
| 2e                 | Evan Huffman       | États-Unis         | Rally               | + 8 s              |
| 3e                 | Peter Sagan        | Slovaquie          | Tinkoff             | + 14 s             |
| 4e                 | Alexander Kristoff | Norvège            | Katusha             | + 20 s             |
| 5e                 | Daniel Eaton       | États-Unis         | UnitedHealthcare    | + 21 s             |
| 6e                 | William Barta      | États-Unis         | Axeon-Hagens Berman | + 21 s             |
| 7e                 | Sindre Lunke       | Norvège            | Giant-Alpecin       | + 23 s             |
| 8e                 | Niccolò Bonifazio  | Italie             | Trek-Segafredo      | + 24 s             |
| 9e                 | Bryan Coquard      | France             | Direct Énergie      | + 24 s             |
| 10e                | Danny van Poppel   | Pays-Bas           | Sky                 | + 24 s             |
| modifier           |                    |                    |                     |                    |

### 3eétape
| Classement Etape 3 | Classement Etape 3 | Classement Etape 3 | Classement Etape 3  | Classement Etape 3 |
|                    | Coureur            | Pays               | Équipe              | Temps              |
| ------------------ | ------------------ | ------------------ | ------------------- | ------------------ |
| 1er                | Julian Alaphilippe | France             | Etixx-Quick Step    | en 4 h 36 min 59 s |
| 2e                 | Peter Stetina      | États-Unis         | Trek-Segafredo      | + 15 s             |
| 3e                 | George Bennett     | Nouvelle-Zélande   | Lotto NL-Jumbo      | + 25 s             |
| 4e                 | Brent Bookwalter   | États-Unis         | BMC Racing          | + 27 s             |
| 5e                 | Neilson Powless    | États-Unis         | Axeon-Hagens Berman | + 30 s             |
| 6e                 | Laurens ten Dam    | Pays-Bas           | Giant-Alpecin       | + 33 s             |
| 7e                 | Lachlan Morton     | Australie          | Jelly Belly-Maxxis  | + 35 s             |
| 8e                 | Rohan Dennis       | Australie          | BMC Racing          | + 48 s             |
| 9e                 | Samuel Sánchez     | Espagne            | BMC Racing          | + 48 s             |
| 10e                | Andrew Talansky    | États-Unis         | Cannondale          | + 59 s             |
| modifier           |                    |                    |                     |                    |

| Classement général | Classement général | Classement général | Classement général  | Classement général  |
|                    | Coureur            | Pays               | Équipe              | Temps               |
| ------------------ | ------------------ | ------------------ | ------------------- | ------------------- |
| 1er                | Julian Alaphilippe | France             | Etixx-Quick Step    | en 12 h 49 min 47 s |
| 2e                 | Peter Stetina      | États-Unis         | Trek-Segafredo      | + 19 s              |
| 3e                 | George Bennett     | Nouvelle-Zélande   | Lotto NL-Jumbo      | + 31 s              |
| 4e                 | Brent Bookwalter   | États-Unis         | BMC Racing          | + 37 s              |
| 5e                 | Neilson Powless    | États-Unis         | Axeon-Hagens Berman | + 40 s              |
| 6e                 | Laurens ten Dam    | Pays-Bas           | Giant-Alpecin       | + 43 s              |
| 7e                 | Lachlan Morton     | Australie          | Jelly Belly-Maxxis  | + 45 s              |
| 8e                 | Rohan Dennis       | Australie          | BMC Racing          | + 58 s              |
| 9e                 | Samuel Sánchez     | Espagne            | BMC Racing          | + 58 s              |
| 10e                | Haimar Zubeldia    | Espagne            | Trek-Segafredo      | + 1 min 9 s         |
| modifier           |                    |                    |                     |                     |

### 4eétape
| Classement Etape 4 | Classement Etape 4    | Classement Etape 4 | Classement Etape 4  | Classement Etape 4 |
|                    | Coureur               | Pays               | Équipe              | Temps              |
| ------------------ | --------------------- | ------------------ | ------------------- | ------------------ |
| 1er                | Peter Sagan           | Slovaquie          | Tinkoff             | en 5 h 16 min 33 s |
| 2e                 | Greg Van Avermaet     | Belgique           | BMC Racing          | m.t                |
| 3e                 | Nathan Haas           | Australie          | Dimension Data      | m.t                |
| 4e                 | Brent Bookwalter      | États-Unis         | BMC Racing          | m.t                |
| 5e                 | Tao Geoghegan Hart    | Royaume-Uni        | Axeon-Hagens Berman | m.t                |
| 6e                 | Neilson Powless       | États-Unis         | Axeon-Hagens Berman | m.t                |
| 7e                 | Rohan Dennis          | Australie          | BMC Racing          | m.t                |
| 8e                 | Jurgen Van den Broeck | Belgique           | Katusha             | m.t                |
| 9e                 | Rob Britton           | Canada             | Rally               | m.t                |
| 10e                | Julian Alaphilippe    | France             | Etixx-Quick Step    | m.t                |
| modifier           |                       |                    |                     |                    |

| Classement général | Classement général | Classement général | Classement général  | Classement général |
|                    | Coureur            | Pays               | Équipe              | Temps              |
| ------------------ | ------------------ | ------------------ | ------------------- | ------------------ |
| 1er                | Julian Alaphilippe | France             | Etixx-Quick Step    | en 18 h 6 min 17 s |
| 2e                 | Peter Stetina      | États-Unis         | Trek-Segafredo      | + 22 s             |
| 3e                 | George Bennett     | Nouvelle-Zélande   | Lotto NL-Jumbo      | + 37 s             |
| 4e                 | Brent Bookwalter   | États-Unis         | BMC Racing          | + 40 s             |
| 5e                 | Neilson Powless    | États-Unis         | Axeon-Hagens Berman | + 43 s             |
| 6e                 | Laurens ten Dam    | Pays-Bas           | Giant-Alpecin       | + 49 s             |
| 7e                 | Rohan Dennis       | Australie          | BMC Racing          | + 1 min 1 s        |
| 8e                 | Samuel Sánchez     | Espagne            | BMC Racing          | + 1 min 1 s        |
| 9e                 | Rob Britton        | Canada             | Rally               | + 1 min 12 s       |
| 10e                | Haimar Zubeldia    | Espagne            | Trek-Segafredo      | + 1 min 15 s       |
| modifier           |                    |                    |                     |                    |

### 5eétape
| Classement Etape 5 | Classement Etape 5 | Classement Etape 5 | Classement Etape 5 | Classement Etape 5 |
|                    | Coureur            | Pays               | Équipe             | Temps              |
| ------------------ | ------------------ | ------------------ | ------------------ | ------------------ |
| 1er                | Toms Skujiņš       | Lettonie           | Cannondale         | en 5 h 54 min 45 s |
| 2e                 | Adam De Vos        | Canada             | Rally              | m.t                |
| 3e                 | Xabier Zandio      | Espagne            | Sky                | + 8 s              |
| 4e                 | Jasper Stuyven     | Belgique           | Trek-Segafredo     | + 28 s             |
| 5e                 | Jhonatan Restrepo  | Colombie           | Katusha            | + 43 s             |
| 6e                 | Robbie Squire      | États-Unis         | Holowesko-Citadel  | + 43 s             |
| 7e                 | Julian Alaphilippe | France             | Etixx-Quick Step   | + 43 s             |
| 8e                 | Travis McCabe      | États-Unis         | Holowesko-Citadel  | + 43 s             |
| 9e                 | Rohan Dennis       | Australie          | BMC Racing         | + 43 s             |
| 10e                | Lawson Craddock    | États-Unis         | Cannondale         | + 43 s             |
| modifier           |                    |                    |                    |                    |

| Classement général | Classement général | Classement général | Classement général  | Classement général |
|                    | Coureur            | Pays               | Équipe              | Temps              |
| ------------------ | ------------------ | ------------------ | ------------------- | ------------------ |
| 1er                | Julian Alaphilippe | France             | Etixx-Quick Step    | en 24 h 1 min 45 s |
| 2e                 | Peter Stetina      | États-Unis         | Trek-Segafredo      | + 22 s             |
| 3e                 | George Bennett     | Nouvelle-Zélande   | Lotto NL-Jumbo      | + 37 s             |
| 4e                 | Brent Bookwalter   | États-Unis         | BMC Racing          | + 40 s             |
| 5e                 | Laurens ten Dam    | Pays-Bas           | Giant-Alpecin       | + 49 s             |
| 6e                 | Neilson Powless    | États-Unis         | Axeon-Hagens Berman | + 1 min 1 s        |
| 7e                 | Rohan Dennis       | Australie          | BMC Racing          | + 1 min 1 s        |
| 8e                 | Samuel Sánchez     | Espagne            | BMC Racing          | + 1 min 1 s        |
| 9e                 | Rob Britton        | Canada             | Rally               | + 1 min 12 s       |
| 10e                | Haimar Zubeldia    | Espagne            | Trek-Segafredo      | + 1 min 15 s       |
| modifier           |                    |                    |                     |                    |

### 6eétape
| Classement Etape 6 | Classement Etape 6    | Classement Etape 6 | Classement Etape 6  | Classement Etape 6 |
|                    | Coureur               | Pays               | Équipe              | Temps              |
| ------------------ | --------------------- | ------------------ | ------------------- | ------------------ |
| 1er                | Rohan Dennis          | Australie          | BMC Racing          | en 24 min 16 s     |
| 2e                 | Andrew Talansky       | États-Unis         | Cannondale          | + 17 s             |
| 3e                 | Taylor Phinney        | États-Unis         | BMC Racing          | + 20 s             |
| 4e                 | Søren Kragh Andersen  | Danemark           | Giant-Alpecin       | + 33 s             |
| 5e                 | Brent Bookwalter      | États-Unis         | BMC Racing          | + 43 s             |
| 6e                 | Vasil Kiryienka       | Biélorussie        | Sky                 | + 44 s             |
| 7e                 | Lawson Craddock       | États-Unis         | Cannondale          | + 44 s             |
| 8e                 | Julian Alaphilippe    | France             | Etixx-Quick Step    | + 45 s             |
| 9e                 | Jurgen Van den Broeck | Belgique           | Katusha             | + 49 s             |
| 10e                | Neilson Powless       | États-Unis         | Axeon-Hagens Berman | + 52 s             |
| modifier           |                       |                    |                     |                    |

| Classement général | Classement général    | Classement général | Classement général  | Classement général  |
|                    | Coureur               | Pays               | Équipe              | Temps               |
| ------------------ | --------------------- | ------------------ | ------------------- | ------------------- |
| 1er                | Julian Alaphilippe    | France             | Etixx-Quick Step    | en 24 h 26 min 46 s |
| 2e                 | Rohan Dennis          | Australie          | BMC Racing          | + 16 s              |
| 3e                 | Brent Bookwalter      | États-Unis         | BMC Racing          | + 38 s              |
| 4e                 | Andrew Talansky       | États-Unis         | Cannondale          | + 47 s              |
| 5e                 | Neilson Powless       | États-Unis         | Axeon-Hagens Berman | + 1 min 8 s         |
| 6e                 | Lawson Craddock       | États-Unis         | Cannondale          | + 1 min 17 s        |
| 7e                 | Samuel Sánchez        | Espagne            | BMC Racing          | + 1 min 17 s        |
| 8e                 | Laurens ten Dam       | Pays-Bas           | Giant-Alpecin       | + 1 min 24 s        |
| 9e                 | George Bennett        | Nouvelle-Zélande   | Lotto NL-Jumbo      | + 1 min 45 s        |
| 10e                | Jurgen Van den Broeck | Belgique           | Katusha             | + 1 min 48 s        |
| modifier           |                       |                    |                     |                     |

### 7eétape
| Classement Etape 7 | Classement Etape 7 | Classement Etape 7 | Classement Etape 7                    | Classement Etape 7 |
|                    | Coureur            | Pays               | Équipe                                | Temps              |
| ------------------ | ------------------ | ------------------ | ------------------------------------- | ------------------ |
| 1er                | Alexander Kristoff | Norvège            | Katusha                               | en 4 h 19 min 52 s |
| 2e                 | Peter Sagan        | Slovaquie          | Tinkoff                               | m.t                |
| 3e                 | Danny van Poppel   | Pays-Bas           | Sky                                   | m.t                |
| 4e                 | Mike Teunissen     | Pays-Bas           | Lotto NL-Jumbo                        | m.t                |
| 5e                 | Bryan Coquard      | France             | Direct Énergie                        | m.t                |
| 6e                 | Jasper Stuyven     | Belgique           | Trek-Segafredo                        | m.t                |
| 7e                 | Travis McCabe      | États-Unis         | Holowesko-Citadel-Hincapie Sportswear | m.t                |
| 8e                 | John Degenkolb     | Allemagne          | Giant-Alpecin                         | m.t                |
| 9e                 | Timo Roosen        | Pays-Bas           | Lotto NL-Jumbo                        | m.t                |
| 10e                | Ruben Guerreiro    | Portugal           | Axeon-Hagens Berman                   | m.t                |
| modifier           |                    |                    |                                       |                    |

| Classement général | Classement général    | Classement général | Classement général  | Classement général  |
|                    | Coureur               | Pays               | Équipe              | Temps               |
| ------------------ | --------------------- | ------------------ | ------------------- | ------------------- |
| 1er                | Julian Alaphilippe    | France             | Etixx-Quick Step    | en 28 h 46 min 38 s |
| 2e                 | Rohan Dennis          | Australie          | BMC Racing          | + 16 s              |
| 3e                 | Brent Bookwalter      | États-Unis         | BMC Racing          | + 38 s              |
| 4e                 | Andrew Talansky       | États-Unis         | Cannondale          | + 47 s              |
| 5e                 | Neilson Powless       | États-Unis         | Axeon-Hagens Berman | + 1 min 8 s         |
| 6e                 | Lawson Craddock       | États-Unis         | Cannondale          | + 1 min 17 s        |
| 7e                 | Samuel Sánchez        | Espagne            | BMC Racing          | + 1 min 17 s        |
| 8e                 | Laurens ten Dam       | Pays-Bas           | Giant-Alpecin       | + 1 min 24 s        |
| 9e                 | George Bennett        | Nouvelle-Zélande   | Lotto NL-Jumbo      | + 1 min 45 s        |
| 10e                | Jurgen Van den Broeck | Belgique           | Katusha             | + 1 min 48 s        |
| modifier           |                       |                    |                     |                     |

### 8eétape
| Classement Etape 8 | Classement Etape 8  | Classement Etape 8 | Classement Etape 8                    | Classement Etape 8 |
|                    | Coureur             | Pays               | Équipe                                | Temps              |
| ------------------ | ------------------- | ------------------ | ------------------------------------- | ------------------ |
| 1er                | Mark Cavendish      | Royaume-Uni        | Dimension Data                        | en 3 h 1 min 12 s  |
| 2e                 | Peter Sagan         | Slovaquie          | Tinkoff                               | m.t                |
| 3e                 | Alexander Kristoff  | Norvège            | Katusha                               | m.t                |
| 4e                 | Danny van Poppel    | Pays-Bas           | Sky                                   | m.t                |
| 5e                 | John Degenkolb      | Allemagne          | Giant-Alpecin                         | m.t                |
| 6e                 | Niccolò Bonifazio   | Italie             | Trek-Segafredo                        | m.t                |
| 7e                 | Jempy Drucker       | Luxembourg         | BMC Racing                            | m.t                |
| 8e                 | Maximiliano Richeze | Argentine          | Etixx-Quick Step                      | m.t                |
| 9e                 | Dylan Groenewegen   | Pays-Bas           | Lotto NL-Jumbo                        | m.t                |
| 10e                | Travis McCabe       | États-Unis         | Holowesko-Citadel-Hincapie Sportswear | m.t                |
| modifier           |                     |                    |                                       |                    |

## Classements finals

### Classement général final
| Classement général | Classement général    | Classement général | Classement général  | Classement général  |
|                    | Coureur               | Pays               | Équipe              | Temps               |
| ------------------ | --------------------- | ------------------ | ------------------- | ------------------- |
| 1er                | Julian Alaphilippe    | France             | Etixx-Quick Step    | en 31 h 47 min 50 s |
| 2e                 | Rohan Dennis          | Australie          | BMC Racing          | + 21 s              |
| 3e                 | Brent Bookwalter      | États-Unis         | BMC Racing          | + 43 s              |
| 4e                 | Andrew Talansky       | États-Unis         | Cannondale          | + 52 s              |
| 5e                 | Lawson Craddock       | États-Unis         | Cannondale          | + 1 min 22 s        |
| 6e                 | Samuel Sánchez        | Espagne            | BMC Racing          | + 1 min 22 s        |
| 7e                 | George Bennett        | Nouvelle-Zélande   | Lotto NL-Jumbo      | + 1 min 50 s        |
| 8e                 | Jurgen Van den Broeck | Belgique           | Katusha             | + 1 min 53 s        |
| 9e                 | Neilson Powless       | États-Unis         | Axeon-Hagens Berman | + 1 min 57 s        |
| 10e                | Laurens ten Dam       | Pays-Bas           | Giant-Alpecin       | + 2 min 13 s        |
| modifier           |                       |                    |                     |                     |

### Classements annexes
| Classement des sprints | Classement des sprints | Classement des sprints | Classement des sprints | Classement des sprints |
| ---------------------- | ---------------------- | ---------------------- | ---------------------- | ---------------------- |
|                        | Coureur                | Pays                   | Équipe                 | Point(s)               |
| 1er                    | Peter Sagan            | Slovaquie              | Tinkoff                | 68 points              |
| 2e                     | Alexander Kristoff     | Norvège                | Katusha                | 33 pts                 |
| 3e                     | Julian Alaphilippe     | France                 | Etixx-Quick Step       | 26 pts                 |
| modifier               |                        |                        |                        |                        |

| Classement de la montagne | Classement de la montagne | Classement de la montagne | Classement de la montagne             | Classement de la montagne |
| ------------------------- | ------------------------- | ------------------------- | ------------------------------------- | ------------------------- |
|                           | Coureur                   | Pays                      | Équipe                                | Point(s)                  |
| 1er                       | Evan Huffman              | États-Unis                | Rally                                 | 36 points                 |
| 2e                        | Julian Alaphilippe        | France                    | Etixx-Quick Step                      | 23 pts                    |
| 3e                        | Oscar Clark               | États-Unis                | Holowesko-Citadel-Hincapie Sportswear | 22 pts                    |
| modifier                  |                           |                           |                                       |                           |

| Classement du meilleur jeune | Classement du meilleur jeune | Classement du meilleur jeune | Classement du meilleur jeune | Classement du meilleur jeune |
|                              | Coureur                      | Pays                         | Équipe                       | Temps                        |
| ---------------------------- | ---------------------------- | ---------------------------- | ---------------------------- | ---------------------------- |
| 1er                          | Neilson Powless              | États-Unis                   | Axeon-Hagens Berman          | en 31 h 49 min 47 s          |
| 2e                           | Tao Geoghegan Hart           | Royaume-Uni                  | Axeon-Hagens Berman          | + 1 min 3 s                  |
| 3e                           | Ruben Guerreiro              | Portugal                     | Axeon-Hagens Berman          | + 1 min 25 s                 |
| modifier                     |                              |                              |                              |                              |

| Classement par équipes | Classement par équipes | Classement par équipes | Classement par équipes |
|                        | Équipe                 | Pays                   | Temps                  |
| ---------------------- | ---------------------- | ---------------------- | ---------------------- |
| 1re                    | BMC Racing             | États-Unis             | en 95 h 25 min 10 s    |
| 2e                     | Axeon-Hagens Berman    | États-Unis             | + 4 min 26 s           |
| 3e                     | Trek-Segafredo         | États-Unis             | + 7 min 57 s           |
| modifier               |                        |                        |                        |

### UCI America Tour
Ce Tour de Californie attribue des points pour l'UCI America Tour 2016, par équipes seulement aux coureurs des équipes continentales professionnelles et continentales, individuellement à tous les coureurs sauf ceux faisant partie d'une équipe ayant un label WorldTeam.
| Position           | 1er | 2e  | 3e  | 4e  | 5e | 6e | 7e | 8e | 9e | 10e | 11e | 12e | 13e | 14e | 15e | 16e à 30e | 31e à 40e |
| Classement général | 200 | 150 | 125 | 100 | 85 | 70 | 60 | 50 | 40 | 35  | 30  | 25  | 20  | 15  | 10  | 5         | 3         |
| Par étape          | 20  | 10  | 5   |     |    |    |    |    |    |     |     |     |     |     |     |           |           |
| Leader, par étape  | 5   |     |     |     |    |    |    |    |    |     |     |     |     |     |     |           |           |

## Évolution des classements
Au cours de ce Tour de Californie 2016, cinq maillots sont attribués. Pour le classement général, qui est calculé par l'addition des temps à l'arrivée de chaque étape, le leader reçoit un maillot jaune (Amgen Race leader Jersey). Ce classement est considéré comme le plus important du Tour de Californie et le vainqueur du classement général est considéré comme le vainqueur du Tour de Californie.
En outre, il y a aussi un classement des sprints, semblable à ce qu'on appelle le classement par points sur les autres courses, qui décerne un maillot vert (Visit California Sprint Jersey). Dans le classement des sprints, les cyclistes reçoivent des points par ordre décroissant lorsqu'ils terminent dans les quinze premiers d'une étape. En outre, certains points peuvent être gagnés dans les sprints intermédiaires.
Il y a aussi un classement de la montagne, qui décerne un maillot à pois (Lexus King of the Mountain Jersey). Les points sont attribués au sommet de chaque côte répertoriée. Chaque ascension est classée, soit en première, deuxième, troisième ou quatrième catégorie, avec un barème adapté en fonction de la difficulté de l'ascension.
Il y a aussi un classement des jeunes. Ce classement est calculé de la même manière que le classement général, mais seuls les jeunes cyclistes (âgés de 23 ans maximum dans l'année) sont concernés. Le leader du classement des jeunes reçoit un maillot blanc (SRAM Best Young Rider Jersey).
Le dernier maillot est attribué au coureur le plus combatif de chaque étape. Il est généralement attribué à un coureur qui attaque constamment ou membre de l'échappée matinale. Ce maillot est bleu et blanc (Amgen Breakaway from Cancer® Most Courageous Rider Jersey).
Il y a également un classement par équipes. Dans ce classement, les temps des trois meilleurs coureurs par étapes sont ajoutés et l'équipe avec le meilleur temps est le leader.
| Étape              | Vainqueur          | Classement général | Classement des sprints | Classement de la montagne | Classement du meilleur jeune | Classement par équipes | Coureur le plus combatif |
| ------------------ | ------------------ | ------------------ | ---------------------- | ------------------------- | ---------------------------- | ---------------------- | ------------------------ |
| 1                  | Peter Sagan        | Peter Sagan        | Peter Sagan            | Oscar Clark               | Dylan Groenewegen            | UnitedHealthcare       | Jacob Rathe              |
| 2                  | Benjamin King      | Benjamin King      | Peter Sagan            | Evan Huffman              | Daniel Eaton                 | Cannondale             | William Barta            |
| 3                  | Julian Alaphilippe | Julian Alaphilippe | Peter Sagan            | Evan Huffman              | Neilson Powless              | BMC Racing             | Gregory Daniel           |
| 4                  | Peter Sagan        | Julian Alaphilippe | Peter Sagan            | Evan Huffman              | Neilson Powless              | BMC Racing             | Mark Cavendish           |
| 5                  | Toms Skujiņš       | Julian Alaphilippe | Peter Sagan            | Evan Huffman              | Neilson Powless              | BMC Racing             | Toms Skujiņš             |
| 6                  | Rohan Dennis       | Julian Alaphilippe | Peter Sagan            | Evan Huffman              | Neilson Powless              | BMC Racing             | Non décerné              |
| 7                  | Alexander Kristoff | Julian Alaphilippe | Peter Sagan            | Evan Huffman              | Neilson Powless              | BMC Racing             | Peter Sagan              |
| 8                  | Mark Cavendish     | Julian Alaphilippe | Peter Sagan            | Evan Huffman              | Neilson Powless              | BMC Racing             | Toms Skujiņš             |
| Classements finals | Classements finals | Julian Alaphilippe | Peter Sagan            | Evan Huffman              | Neilson Powless              | BMC Racing             | Non décerné              |

## Liste des participants
- Liste de départ complète